# 成風堂書店事件メモ
『成風堂書店事件メモ』（せいふうどうしょてんじけんメモ、The Files of bookstore SEIFUDO）は、大崎梢による日本の推理小説のシリーズ作品。東京創元社より、2006年5月から既刊4冊（本編2冊、番外編2冊）が刊行されている。シリーズ累計は『ようこそ授賞式の夕べに』創元推理文庫版刊行時点で20万部。

## 概要
駅に隣接したビルの6階にある成風堂書店に勤める2人の女性が、書店で起こる様々な日常の謎を解決していく。作者は、約13年間書店員として勤務した経験を持つ。
第1作『配達あかずきん』（はいたつあかずきん）、第3作『サイン会はいかが?』（サインかいはいかが?）は、これを表題作とする短編集。第1作『配達あかずきん』は、作者のデビュー作であり、紀伊國屋書店の〈キノベス2006〉で第9位にランクインしている。
第2作『晩夏に捧ぐ』（ばんかにささぐ）は、「成風堂書店事件メモシリーズ」の第2作にして番外編、長野県にある成風堂ではない書店を舞台とした出張編である。『ミステリーズ!』（東京創元社）にて掲載されていた。
第4作『ようこそ授賞式の夕べに』（ようこそじゅしょうしきのゆうべに）は、同じ作者の大崎による「出版社営業・井辻智紀の業務日誌」シリーズとのコラボレーション作品。架空の賞「書店大賞」の開催前に広まった怪文書の謎を巡って、新橋駅近くにある賞の開催地「東西会館」の周囲を主として、杏子たち『成風堂』側は神田駅近くではちまん書店、亀有駅近くでみつば堂、智紀たち『出版社営業』側は、自動車はタクシー、バス、鉄道は路線に山手線、中央線、埼京線、京浜東北線等を用いて御茶ノ水駅、池袋駅近くで本のヨシキ堂、新宿駅、原宿駅近くでハセジマ書店、川口駅近くで谷沢堂、浦和駅近くでよしむら書店、ブックス・カナリアに足を運び情報収集、賞に出席し、謎を解決する。時刻を章題とし、杏子たち『成風堂書店』側、智紀たち『出版社営業』側、その他3者の視点で物語が進行する。誰の視点からによるものかは章題下にアイコンが振られ、判別できるようになっている。その他は冒頭7時40分、9時0分、16時0分に出現。16時分においては、本人が名前を呼ばれ、誰であるか判別できるが、この人物が前回9時0分、前々回7時40分の人物と同一人物であるかどうかは不明。単行本版には、創元推理文庫本版に収録された路線図と掌編小説「桜咲く日に」が収録。第九回書店大賞6位の作家担当編集が、2位の作家担当編集と会場参加者に助けられて恩人を探し、再会する話となっている。『ようこそ授賞式の夕べに』創元推理文庫版解説の宇田川拓也は、作品内では架空の名称で語られる書店大賞とは、本屋大賞であると判断している。
坂木司は、『サイン会はいかが?』創元推理文庫版解説他、自著『ワーキング・ホリデー』『ホテルジューシー』『先生と僕』単行本版初版で初出、『先生と僕』双葉文庫版に収録された出版社3社合同の企画作品『ホリデーとホテルと僕』第三章、『先生と僕』からの登場人物で主人公の伊藤二葉に教え子瀬川隼人が「書店が舞台」「母親公認」「最近出た」「面白い」として差し出す本に『配達あかずきん』単行本版を指定している。

## 世界観
成風堂書店
女性向けのブティックが主体の駅ビルの6階にテナントとして入店している。窓はないため、天気の変化が分かりづらい。ディスプレイは飾り付けすぎないあっさりとしたものを心がけている。1日の来店者数は1000人超。
はちまん書店
全国に展開するチェーン店。『ようこそ授賞式の夕べに』では、佐々木勤務の福岡店、深町、三笠勤務の神田店が登場する。非正規の社員が正社員に昇格するためには店舗単位で定められた選考が行われる。

## あらすじ

### 配達あかずきん
パンダは囁く（パンダはささやく）
近所の独居老人を気にかけ、度々様子を見に行っていた男性は、老人に本を買ってきて欲しいと頼まれる。だが、その老人が託してきたのは「あのじゅうさにーち いいよんさんわん ああさぶろうに」という、全く意味不明の言葉、やはりもう痴呆が始まりつつあるのだろうかと思いながらも、書店で聞いてみる。老人に出版社を尋ねると「パンダ」とはっきり言ったという。
パンダと言えば新潮文庫のイメージキャラクターだが、書斎のために家を増築までした読書家の老人がわざわざ回りくどい言い方をするはずはない。
全く検討の付かない杏子は他の書店員と相談し、その男性はとりあえず『ゴルゴ13』と経済書を買っていった。後日男性が、やはりその2冊は外れだったとうなだれながら来店する。
勘の鋭い多絵はあることに気付くが、果たして老人が求めていた本とは……。
標野にて 君が袖振る（しめのにて きみがそでふる）
ある日の閉店間近、喜多川理沙という女性が、「母親が行方不明になってしまった、母は成風堂で普段は買わない漫画を買っていた」と話す。調べてみると、彼女の母親は常連の沢松という老婦人で、買ったのはmimi KC版『あさきゆめみし』だった。
沢松夫人は、20年前にひき逃げ事故で亡くなった息子について、見落としていたことに気付いたと言い残して失踪したらしい。20年前に亡くなった理沙の弟の貴史は、大変人気者で女生徒からもモテていたらしい。だが、彼の遺品を整理すると、理系で古典とは無縁だった貴史の遺品の中に、「茜さす 紫野ゆき 標野ゆき 野守は見ずや 君が袖振る」という額田王が詠んだ手書きの和歌が遺されていた。
沢松夫人は一体何に気付き、どこへ行ったのか。
配達あかずきん（はいたつあかずきん）
成風堂では得意先へは配達も請け負っており、駅周辺の店舗への配達はバイトやパートの仕事だった。数ある配達先の中でも、駅の東口にある理髪店「バーバーK」は理容師たちがハンサム揃いである種の癒やしスポットとして大人気だ。
杏子には気にかかっていることがあった。「バーバーK」の店長の知り合いの美容院「ノエル」で、ある事件が起こったのだ。「ノエル」でパーマをかけていた女性客が、読むのを楽しみにしていたという配達されたばかりの「彩苑」を開くと、“ブタはブタ”と書かれた本人の盗撮写真が挟まっていたのだ。憤慨した女性客は、犯人を見つけろと迫り、噂が広まった「ノエル」は経営の危機に陥っていた。
配達先の話に花が咲く中、配達に行っていたバイトの博美が駅の階段から落ちたと電話が入る。博美に一体何が起こったのか。
六冊目のメッセージ（ろくさつめのメッセージ）
常連の老人から、入院することになったから定期購読を中止したいと言われ気落ちしていた杏子。
同じ日、河田菜穂子という知的な印象の女性が来店する。つい最近まで入院していた彼女は、母親から成風堂で買った本を差し入れてもらったという。母親は成風堂の従業員が色々とアドバイスをしてくれたと言っており、菜穂子自身もお礼を言いたいと訪ねてきたのだ。詳しく尋ねてみると、差し入れられたのは風景写真集、ボタニカルアートのエッセイ、絵本『ダヤン』、小説『民子』、SF小説『夏への扉』の5冊で5冊とも同じ男性店員が選んでくれたと言う。
だが杏子には、そんな最良のチョイスができる店員は思い当たらなかった。実際店員やバイト、男性全員に聞いてみたが、アドバイスどころかタイトルすら知らない者がほとんどだった。果たして誰がアドバイスをしてくれたのか。
ディスプレイ・リプレイ
出版社の販促活動のディスプレイコンテストに、新しくバイトに入った角倉夕紀が興味を示す。対象は人気コミックの「トロピカル」。
店長の許可を取り、夕紀は大学の友達2人に手伝ってもらい、否が応でも目を引く華々しい特設台が完成した。客たちも喜び、彼らが作った人形や色紙も一緒に飾られることになった。
入賞も狙えるだろうかと沸き立つ製作者たちだが、後日ディスプレイが黒いスプレーでめちゃくちゃにされてしまっていた。事件を調べていく内に『トロピカル』に盗作騒動が持ち上がっていたことが判明する。果たして犯人は……。

### サイン会はいかが?
取り寄せトラップ（とりよせトラップ）
4人の男性から同時期に同じ美術全集の中の1冊の取り寄せ注文が相次いだ。だが、注文した4名に届いた旨の電話を入れると、4人が4人とも「心当たりがない」と言う。同じことが別の本でもう一度続き、4人は怒りを露わにしたり気味悪がったりした。
店長に相談しても埒が明かないため、杏子は試験休みから戻ったばかりの多絵に相談をすると、多絵は早速鋭い推理を見せる。
後日、成風堂を訪れた女性が「自分のせいかもしれない」と事情を話し始め、多絵は今回の件を解決させるために、犯人をあぶり出すあるトラップを仕掛ける。
君と語る永遠（きみとかたるえいえん）
ある日の成風堂に、近隣の小学生が社会科見学に訪れる。杏子が別の店員に質問を任せると、1人、グループから離れて行動する子がいた。手が届きそうにない広辞苑を無理矢理引っ張り出そうとしていたため、とっさに杏子が庇い頭と肩を打ってしまうが、男の子は杏子を構う様子もない。それからしばらくし、男の子は連日のように成風堂を訪れるようになり、色々質問をしていくようになった。
同じ頃、少女漫画を見せて幼女を連れ去る事件が連続していた。小学校高学年から中学生くらいかもしれないとの噂があった。あの男の子が本屋に度々行っていることを話したがらず、アリバイがないという理由で学校の同級生たちに幼女連れ去りの犯人ではと疑われることになってしまい……。
バイト金森くんの告白（バイトかなもりくんのこくはく）
「成風堂で恋をしました」
新しくバイトやパートに入った店員の歓迎会の飲み会の席。いつものように多絵の失敗談で笑っていると、この秋から成風堂でバイトを始めた大学生の金森くんが、自身の高校時代にあった出来事を突然話し始める。
その日、本を買いに来た金森は目当ての本を見つけられずにいたところ、お嬢様学校として有名な高校の女生徒のおかげで見つけることができ、その少女にすっかり一目惚れしてしまったという。それ以来彼女と少しずつ交流を深めていったが、ある日彼女には彼氏がいると分かり、すっかり意気消沈してしまう。最後に会った日、彼女はスナップ写真を入れるフォトアルバムをくれたという。それが雑誌の付録だったのが気になった金森が後日雑誌を見ると、「ストーカーの心理」がテーマの雑誌だった。果たして彼女の真意と金森くんの恋路の行方は……。
サイン会はいかが? （サインかいはいかが?）
若手の人気ミステリー作家・影平紀真（かげひら きま）には、プレゼントやファンレターをくれたり、インターネットに書評を投稿してくれる熱心なファンがおり、影平はいつも励まされているからぜひ会いたいと願うが、「レッドリーフ」と名乗るファンが事前にくれたヒントが解けず、正体は分からず仕舞い。彼又は彼女への申し訳なさでいっぱいの影平は、新刊発売を記念してのサイン会を開くに当たり、「ファンの正体を当ててくれる店員がいる店でやりたい」と言い出した。
成風堂のような中規模店では一生縁のないサイン会、店長は多絵の推理力を当てにして、1800円の本だからと不純な動機で大張り切り。かくして、成風堂でサイン会が開かれることとなったが、「レッドリーフ」からのヒントは全く意味不明なもの。それでも多絵が何とか読み解くと、「ただですむとおもうな」「しね」など不穏な言葉が出てきた。影平に質すと、熱烈なファンというのは実は悪質な嫌がらせをしてくるストーカーだと白状し、ぜひ捕まえてほしいと話す。
ヤギさんの忘れもの（ヤギさんのわすれもの）
常連客の老人・蔵本が来店する。懇意にしていたパート店員の名取が夫の転勤で青森へ引っ越ししてしまったことを聞いてひどく気落ちしていた。写真が趣味の蔵本は、名取に見せる約束をしていたのだが、それが叶わないままの別れとなった。
カメラの雑誌を買って帰った蔵本だったが、帰宅した蔵本から、名取に見せるつもりで持っていた写真を無くしてしまったと電話がかかってくる。杏子は蔵本がいた辺りを探すが見つかない。多絵に相談すると、子どもがそれらしきものを持っているのを見たと話す。

### 晩夏に捧ぐ
杏子の元に舞い込んだ元同僚・美保からの一通の手紙。
長野へ帰郷した彼女からの手紙とは、彼女が働く書店で起こった幽霊騒動のことだった。連続する幽霊の目撃談に、「幽霊は27年前に殺人を犯した男では」というまことしやかな噂が流れるようになって以来、店主がすっかり弱気になってしまったという。

杏子から利発な多絵の噂を聞いていた美保は、2人で長野へ来て事件を解決してほしいと依頼してくる。事件を調べていくうちに、幽霊騒動に前後して、27年前の事件の関係者たちが相次いで小さな被害を受けていることが判明するが……。

### ようこそ授賞式の夕べに
全国の書店員が近年刊行の書籍を対象に選考を行い、その優秀作品と著者を讃え、賞を授与する「書店大賞」が開催される当日。はちまん書店福岡店につとめる佐々木花乃（ささき はなの）は、対象作品の著者に「サイン会はいかが?」で登場した影平がノミネートされていることに胸躍らせる中林から、影平からサインを貰う注文を引き受けつつ、授賞式が始まる夕暮れ時を前倒しして東京に到着、成風堂を訪れるために成風堂書店へ向かった。ある事件を抱え、書店員の間でも名探偵と知られる多絵に解決をあたらせるためだ。
一方、成風堂書店では、杏子が本日開催の書店大賞の準備に追われていた。開催前までの日常業務、開催後の受賞作特集の思案。その中で杏子が書店大賞ノミネート作家の中で1人、気になる作家がいた。覆面作家の市松晃だ。市松は、今回の書店大賞で現れ、正体を明かすという。関係者以外、立入禁止の式場に、どのように怪しまれることなく式場に現れるというのか。どのような理由で覆面を被ったのか。杏子は市松に思いを馳せながら日常の業務に戻った。
成風堂書店を訪れた花乃は、杏子たち書店員が見守る中、多絵に事件の経緯を語り始めた――主催の事務局にFAXによる文書が届いた。文書は、佐野眞一の『誰が「本」を殺すのか』書籍名、犯人の存在を煽る文面、「飛梅書店」という書店名、記号が記されていた。その後もFAXは届き、文面の内容は過激さを帯びていった――という内容だ。推理を期待する花乃をよそに、聞いた情報量に、杏子はもとより、頼られた名探偵までもが解決を渋ってしまう。店長の小林は東京の広さを指し、他をあたるよう花乃を促し、まずはと内藤に知人の存在を尋ねた。

書店大賞の準備に忙しい井辻智紀（いつじ ともき）の下に「ひつじ」と井辻の名前を間違えた明林書房の営業マン真柴（ましば）から所用が入った。真柴と同じ明林書房につとめ、智紀も面識がある竹ノ内（たけのうち）の依頼だ。竹ノ内は、当の書店大賞の委員長。彼の依頼を引き受けることは、結局は当の書店大賞に繋がる、と智紀は、書店大賞で忙しい中を真柴の依頼に同行した。竹ノ内は花乃が告げた同じFAXの件を智紀に告げた。「飛梅書店」の情報を智紀が握っていると聞き、協力を要請したのだ。業務中に見かけただけだとの智紀の返事に、竹ノ内は残念がった。竹ノ内の私用ではなく、自身にも関わる事情と知らされた智紀と真柴は、寄り道をすることにした。池袋の書店をあたり「飛梅書店」の情報提供を呼び掛けていた。一段落し、携帯電話の着信を覗くと同僚からの電話だ。通話後、智紀は、電話での内容で話題に登り、第一回の書店大賞に行き着く岸田という女性の同僚に電話を始めた。聞いた岸田は、会って話したいという。会った中で岸田は、飛梅書店店主飛石（とびいし）は、今から8年前の第一回書店大賞開催前に亡くなったという。智紀と真柴は、岸田の下を後にした。

## 登場人物

### 主要人物
木下 杏子（きのした きょうこ）
成風堂のしっかり者の書店員。今年24歳になる。短大時代のバイト先も書店だった。決して読書家というわけではなく、読書量は月に5冊程度読めれば良い方。「杏子さん」「杏ちゃん」などと呼ばれる。
『晩夏に捧ぐ』では、元同僚の美保に幽霊騒動の解決を依頼され、渋々ながら長野へ赴く。
『ようこそ授賞式の夕べに』では、書店関係者として書店大賞に出席する。
西巻 多絵（にしまき たえ）
成風堂のバイト店員。公立大学の法学部の女子大生。小柄で童顔。つるんとしたおでことしっかりした眼差しが印象的。パズルめいたことに関しては勘が鋭く、もめ事を解決へと導く機転が利く利発な子。快活で負けず嫌いな性格。非常に手先が不器用で、プレゼント用の包装に失敗して紙を無駄にすることもしばしばあり、それをネタに杏子に推理をするよう強要されることもある。医学部への進学も考えたほど成績優秀だが、あまりの不器用さに友人に「お前に人間の腹は縫えない」と言われ断念したという。
『ようこそ授賞式の夕べに』では、飛梅書店に関する事件の解決を花乃から依頼される。

### その他成風堂書店関係者
全員正社員。
小林（こばやし）
成風堂書店の店長。事なかれ主義者。細かいことを気にしない大雑把な性格で、「気にするな」「まあまあまあ」「適当にたのむよ」の三語でほとんどの問題を放り投げる。
福沢（ふくざわ）
書店員。50代で会社をリストラされ、心機一転、異業種の世界に飛び込んだ。
内藤（ないとう）
小柄で地味な社員。口数は少ないが、何かと気配りが利く。杏子を唯一名前でなく「木下さん」と呼ぶ。

### 晩夏に捧ぐ

#### まるう堂関係者
有田 美保（ありた みほ）
3年前まで成風堂でバイトとして働いていた女性。27歳。現在は実家がある長野県久住市の宇津木堂書店（通称：まるう堂）で働いている。辞めてからも杏子とは連絡を取り続け、まるう堂で起きた幽霊事件を多絵と解決して欲しいと依頼してくる。
宇津木 正也（うつき まさや）
まるう堂の2代目店主。「好々爺」という言葉が大変似合う70歳。本店を取り仕切っており、隅々まで気を配られた棚の配置や蔵書の内容は本屋好きの杏子を一瞬で魅了する。
宇津木 朋彦（うつき ともひこ）
正也の息子。メディアミックス書店である郊外の支店を取り仕切っている。30代半ば。
大内（おおうち）
まるう堂の副店長。最初に青白い人影を目撃する。

#### 27年前の事件の関係者
嘉多山 成治（かたやま せいじ）
久住市出身の作家。大正14年（1925年）生まれ。27年前、弟子の小松に滅多刺しにされ死亡。事件当時53歳。
小松 秋郎（こまつ あきお）
27年前、嘉多山邸に住み込んで作家修業をしていた青年。事件当時24歳。逮捕後、服役中に病死した。誰かを庇った、誰かにはめられたなどの噂があった。
壱橋 亜也子（いちはし あやこ）
小松の恋人だった女性。嘉多山が自分との結婚話を強引に進めようとしていた。事件当時27歳。壱橋家は久住市の名家。自宅で小火騒ぎが起こる。
野沢 裕一（のざわ ゆういち）
嘉多山邸の書生のひとり。事件後、作家の道を断念し教職に就く。現在は公立中学校の教頭。空き巣被害に遭う。
根本 佳江（ねもと よしえ）
嘉多山邸の住み込みのお手伝いだった女性。事件当時21歳。現在は結婚し蕎麦屋をやっている。店に投石され窓を割られる。
石丸 多遜（いしまる たそん）
嘉多山の内弟子の一人。現在も作家として活動を続けている。
嘉多山 久嗣（かたやま ひさつぐ）
嘉多山の死後、その遺産を相続した甥。空き巣被害に遭う。
加藤 浩伸（かとう ひろのぶ）
長野県警の警察官。事件当時27歳。現在は警部。書店好きで個人的にもまるう堂を大変気に入っている。

### ようこそ授賞式の夕べに
作者大崎の＜出版社営業・井辻智紀の業務日誌＞シリーズから、明林書房の智紀他、佐伯書店、マドンナの笑顔を守る会関係者、ハセジマ書店の望月が登場する。聞き込み調査で乏しい成果を挙げられなかった書店に「谷沢堂」がある。

#### 成風堂書店
『ようこそ授賞式の夕べに』のみに登場する人物を挙げる。
藤村（ふじむら）
パート。担当分野の違いもあり小説には疎い。

#### はちまん書店 福岡店
佐々木 花乃（ささき はなの）
経済学部2年のアルバイト。杏子たちに事件解決を依頼する。
中林 玲子（なかばやし れいこ）
社員。年齢は30近く。文芸誌担当だったが雑誌担当になり手がとれなくなり、事件依頼のついでに影平のサインを依頼する。

#### はちまん書店 神田店
三笠 正樹（みかさ まさき）
内藤の伝手で紹介された相手。杏子たちに飛梅書店の経緯を説明する。契約社員。
深町 晶史（ふかまち あきふみ）
文芸担当。飛梅書店の件で三笠を疑う。契約社員。

#### 明林書房・佐伯書店
井辻 智紀（いつじ ともき）
新人営業マン。『＜出版社営業・井辻智紀の業務日誌＞シリーズ』の主人公。真柴から「ひつじ」と呼び間違えられる。
秋沢（あきさわ）
智紀の上司。女性。
真柴（ましば）
佐伯書店の営業。智紀と行動を共にする。智紀からは馴れ馴れしい誘いに年長者もあり返せず、苦々しく思われている。下の名前は『＜出版社営業・井辻智紀の業務日誌＞シリーズ』シリーズ作『平台がおまちかね』で司（つかさ）と紹介されている。

#### マドンナの笑顔を守る会
出版社の枠を越えた営業マンのグループ。智紀たちも業務の情報収集で顔を出す。
細川（ほそかわ）
真柴に太川と呼び間違える。
岩淵（いわぶち）
市松に関する情報を握る。3人中、最年長。細川から「岩さん」と呼ばれている。
海道（かいどう）
スキンヘッド。

#### ハセジマ書店
望月 みなみ（もちづき みなみ）
文芸書を担当。マドンナの笑顔を守る会におけるマドンナ。
岸田 恵美（きしだ えみ）
異動を経て出戻り、智紀たちと面識時には児童書を担当。結婚を間近に控え多忙の日々をおくっている。

#### 本のヨシキ堂
店主
飛梅書店の「飛梅」から菅原道真を連想するが、智紀たちの「飛梅書店」本題には東京中に存在を知らないという。

#### みつば堂
小平（こだいら）
三笠により紹介された相手。元飛梅書店の従業員。杏子たちに飛梅書店や店主飛石の経緯を語る。

#### よしむら書店
渡部（わたべ）
単行本の担当。書店大賞で不在。

#### ブックス・カナリア
緒方（おがた）
実用書担当。28歳。案内した担当は「彼女」と呼んだ。カバー収集の趣味がある。智紀たちが訪れた際に不在。
江口 賢（えぐち けん）
見てくれの良い金沢出身の従業員。

#### 松書店
松本（まつもと）
松書店店主。従業員が他にもいたが消息不明。

#### 飛梅書店
飛石、鹿島田以外はパートもしくはアルバイト。
飛石（とびいし）
飛梅書店店主。8年前に過労が祟った心筋梗塞で第一回の書店大賞開催を前に志半ばでの不慮を悔やむかのような言葉を残して死去。そのまま飛梅書店自体も閉店となった。
鹿島田（かしまだ）
小平の口から出た従業員の1人。飛石の前からの従業員。
上原（うえはら）
小平の口から出た従業員の1人。小平は「彼女」と呼んだ。
飛石 雅臣（とびいし まさおみ）
飛梅書店創業者にして先代の店主。

#### 日々テレビ局クルー
読みは、にちにちテレビ。書店大賞に駆けつけたテレビ局のクルーたち。
上戸 啓司（うえと けいじ）
ディレクター。年齢は40近く。本好きから順位が振られる書店大賞に好意を抱いていない。
伊東（いとう）
上戸から覚えやすい顔つきで知られる。
丘（おか）
チーフディレクター。
湯沢（ゆざわ）
クルー。
新倉（にいくら）
クルー。

#### 第九回書店大賞 ノミネート作家
| 順位 | 作品名             | 著者        | 著者読み          |
| ---- | ------------------ | ----------- | ----------------- |
| 1    | 凍河に眠れ         | 野田 雅美   | のだ まさみ       |
| 2    | シロツメクサの頃   | 家永 嘉人   | いえなが よしひと |
| 3    | 窓辺のドレミ       | 市松 晃     | いちまつ こう     |
| 4    | ミラーサイト       | 影平 紀真   | かげひら きま     |
| 5    | 雪しぐれ           | 西郷 佳乃   | さいごう よしの   |
| 6    | らせんの苑         | 白瀬 みずき | しらせ みずき     |
| 7    | さよならを重ねて   | わたなべ 渚 | わたなべ なぎさ   |
| 8    | 海峡の風           | 岡島 美奈子 | おかじま みなこ   |
| 9    | ビスケットとサブレ | 植田 昌弘   | うえだ まさひろ   |
| 10   | イソップすごろく   | 村井 リサ   | むらい リサ       |

第6位の受賞者、白瀬みずき（しらせ みずき）と、受賞作『らせんの苑』は、＜出版社営業・井辻智紀の業務日誌＞シリーズの1作『背表紙は歌う』収録の「新刊ナイト」に、同一の作者名、作品名、高校を舞台とした作品内容として登場する。
第2位の受賞者、家永嘉人（いえなが よしひと）と、受賞作『シロツメクサの頃』は、大崎の別作品『クローバー・レイン』（ポプラ社）に、同一の作者名、作品名、夜間中学校を舞台とした作品内容として登場する。
市松 晃（いちまつ こう）
ノミネート作『窓辺のドレミ』作者。覆面作家。杏子に注目される。大賞の開催中、杏子たちの前で正体が明かされる。
吉野（よしの）
白瀬みずきの担当編集。「桜咲く日に」に登場。会場で、かつて営業をしていた当時の恩人を探す。
工藤 彰彦（くどう あきひこ）
家永嘉人の担当編集。「桜咲く日に」に登場。『クローバー・レイン』の主人公。

#### 書店大賞関係者
香川 保奈美（かがわ ほなみ）
書店大賞実行委員。杏子たちに書店大賞の説明を行う。
竹ノ内（たけのうち）
書店大賞の実行責任者兼シマ屋書店池袋店店長。真柴を介して智紀へ飛梅書店に関する依頼を持ち込む。

## 既刊一覧

### 本編
単行本は、ミステリ・フロンティアから刊行されている。
- 配達あかずきん 成風堂書店事件メモ
  - 単行本：2006年5月25日発行、東京創元社、ISBN 978-4-488-01726-2
  - 文庫本：2009年3月27日発行、創元推理文庫、ISBN 978-4-488-48701-0、解説：戸川安宣
  - 収録作品：（全編書き下ろし）
    - パンダは囁く
    - 標野にて 君が袖振る
    - 配達あかずきん
    - 六冊目のメッセージ
    - ディスプレイ・リプレイ

- サイン会はいかが? 成風堂書店事件メモ
  - 単行本：2007年4月27日発行、東京創元社、ISBN 978-4-488-01739-2、解説：北上次郎
  - 文庫本：2010年3月12日発行、創元推理文庫、ISBN 978-4-488-48703-4、解説：坂木司
  - 収録作品：（『ミステリーズ!』掲載）
    - 取り寄せトラップ
    - 君と語る永遠
    - バイト金森くんの告白
    - サイン会はいかが?
    - ヤギさんの忘れもの

### 番外編
- 晩夏に捧ぐ 成風堂書店事件メモ（出張編）
  - 単行本：2006年9月29日発行、東京創元社、ISBN 978-4-488-01730-9
  - 文庫本：2009年11月27日発行、創元推理文庫、ISBN 978-4-488-48702-7、解説：久世番子
  - 「出張編」とあるように、シリーズの番外編であり、初の長編である。英語題もThe Extra Files of....となっている。

- ようこそ授賞式の夕べに 成風堂書店事件メモ（邂逅編）
  - 単行本：2013年11月15日発行、東京創元社、ISBN 978-4-488-01780-4
  - 文庫本：2017年2月24日発行、東京創元社、ISBN 978-4-488-48706-5、解説：宇田川拓也

## 漫画
シリーズ本編「配達あかずきん」と「サイン会はいかが?」が、久世番子作画で『Wings』（新書館）にて漫画化されている。久世も書店員の経験を持ち、「暴れん坊本屋さん」という作品を発表している。1巻目は原作小説と同じ並びだが、2巻目『サイン会はいかが?』は「バイト金森くんの告白」が先頭、表題作「サイン会はいかが?」は最終話に配置されている。「ヤギさんの忘れもの」の冒頭に店長の小林が影平のサイン会参加のための整理券を披露するエピソードが挿入され、物語の時系列上でも「ヤギさんの忘れもの」が「サイン会はいかが?」よりも前の話となっている。各巻巻末に「成風堂書店事件メモの裏」という描き下ろしが収録。
書誌情報
- 大崎梢（原作）・久世番子（作画）『成風堂書店事件メモ』新書館〈ウィングス・コミックス〉、全2巻
  1. 「配達あかずきん」2008年3月10日初版発行（2008年2月22日発売[7] ）、ISBN 978-4-403-61891-8
  2. 「サイン会はいかが?」2009年4月10日初版発行（2009年3月18日発売[8]）、ISBN 978-4-403-61927-4